# Kościół św. Maksymina w Thionville
Kościół św. Maksymina (fr. Église Saint-Maximin) – rzymskokatolicka świątynia znajdująca się we francuskim mieście Thionville.

## Historia
Pierwszą świątynię w mieście zbudowano w XII wieku przy obecnej Rue Brûlée. Po pożarze w 1493 kościół odbudowano w obecnym miejscu. Świątynia ta w XVIII wieku stała się zbyt mała, by pomieścić wszystkich wiernych, nową wzniesiono 1755-1759 według projektu architekta Le Bruna. Budynek został zniszczony w 1870 roku, podczas wojny francusko-pruskiej, w wyniku bombardowania. Odbudowę rozpoczęto w 1871, prace zakończono w 1883. Podczas remontu do kościoła dobudowano zakrystię. W latach 90. XIX wieku wymieniono część wyposażenia. 16 lipca 1984 budynek wpisano do rejestru zabytków.

## Architektura i wyposażenie
Świątynia klasycystyczna, trójnawowa, o układzie halowym. Posiada dwuwieżową fasadę. Na osi prezbiterium znajduje się obszerna zakrystia. Wnętrze kościoła zdobi ołtarz główny z 1760, znajdujący się pod rokokowym cyborium z lat 1742-1743, sprowadzonym z klasztoru kartuzów w Rettel. Tabernakulum pochodzi z 1900 roku.

### Organy
Pierwsze organy w kościele zainstalowano w 1577, wielokrotnie je restaurowano. W 1704 zastąpiono je organami Georges’a Legrosa. Po ukończeniu budowy nowego kościoła przeniesiono je do niego w 1759, jednak po 6 latach zastąpiono je nowym instrumentem. W 1791 z powodów technicznych emporę rozebrano, po jej odbudowie zamontowano na niej instrument przeniesiony z opactwa św. Klemensa w Metzu z lat 1737-1740. Organy oddano do użytku w 1792, przebudowano je w 1838 i 1848. Instrument został zniszczony w 1870 podczas wojny francusko-pruskiej, odbudowano go dwa lata później. Kolejne remonty organów odbyły się w 1912 i 1969. W ramach restauracji w 1976 z instrumentu usunięto ciemnobrązową farbę i odsłonięto oryginalną kolorystykę.

### Dzwony
Na wieżach kościoła zawieszonych jest łącznie 6 dzwonów, odlanych w 1921 w ludwisarni Georges’a Farniera w Robécourt. Maximinus jest największym dzwonem odlanym w tym warsztacie.
Dane dzwonów:
| Imię             | Ton | Waga (kg) | Średnica (cm) |
| ---------------- | --- | --------- | ------------- |
| Joanna-De-Arc    | c"  | 277       | 75,2          |
| Nicolaus         | a'  | 468       | 90,2          |
| Petrus           | g'  | 689       | 101,7         |
| Joannes-Baptista | e'  | 1141      | 120,9         |
| Maria            | c'  | 2320      | 153,1         |
| Maximinus        | g0  | 5740      | 207,1         |

## Galeria

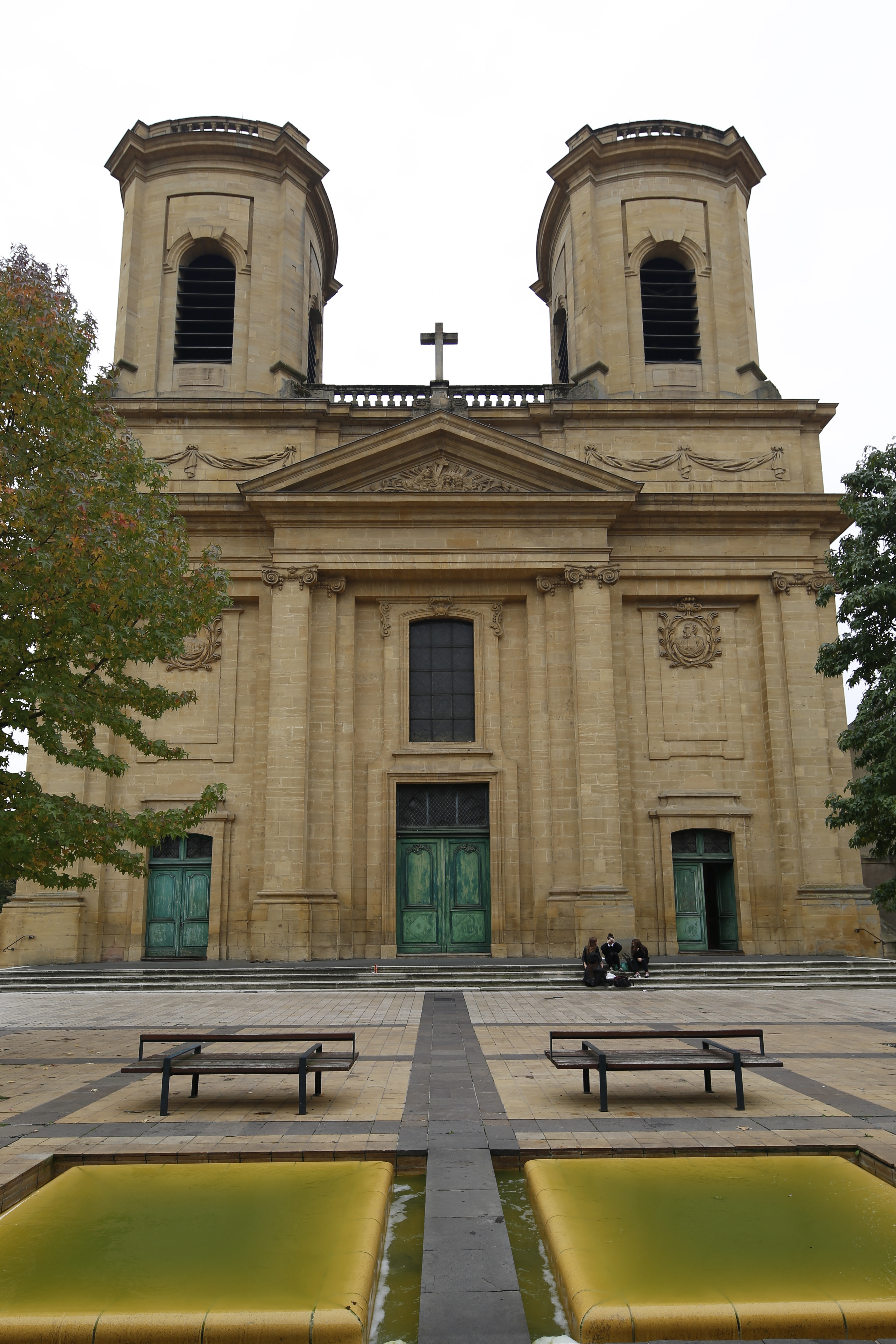
Fasada
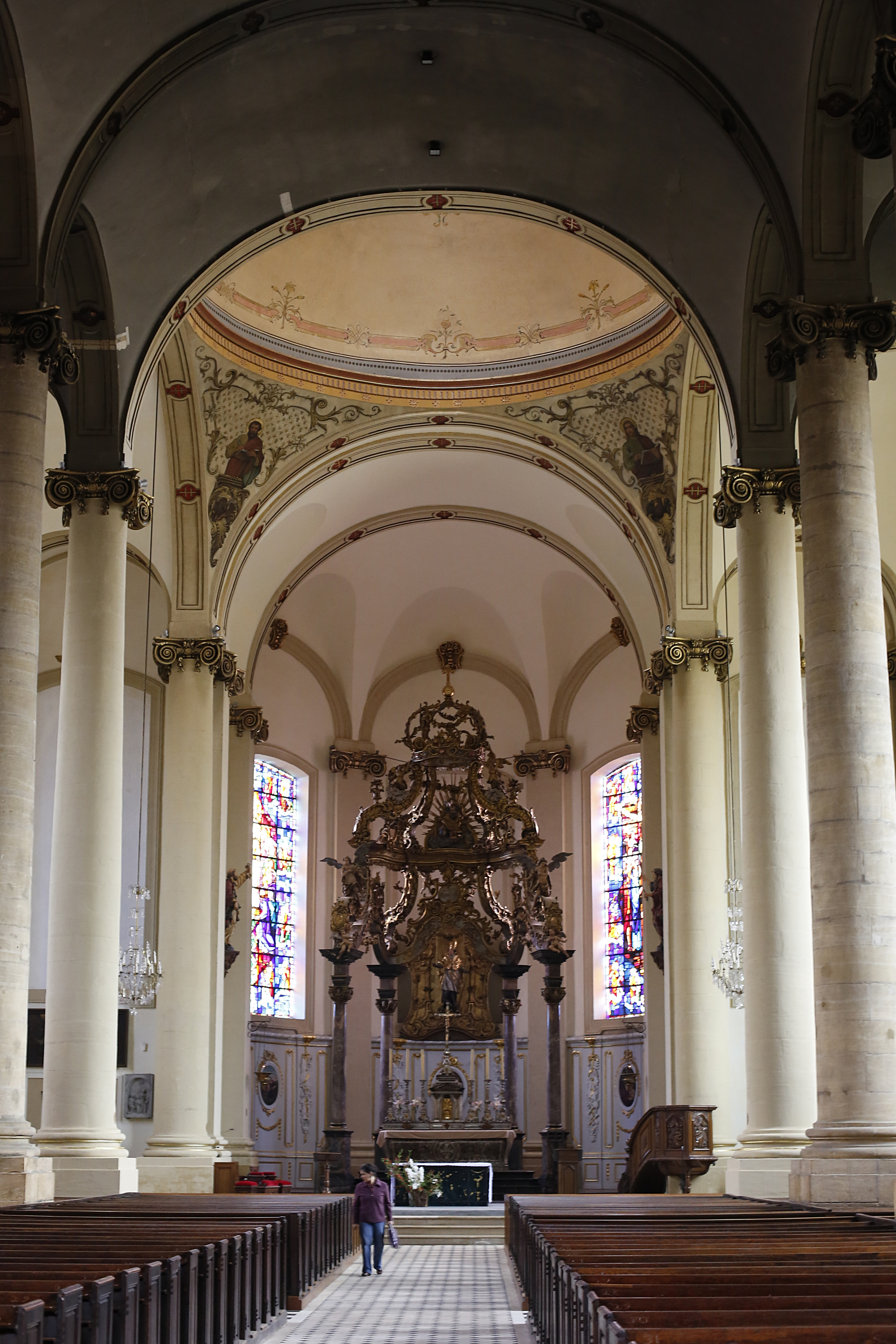
Nawa główna
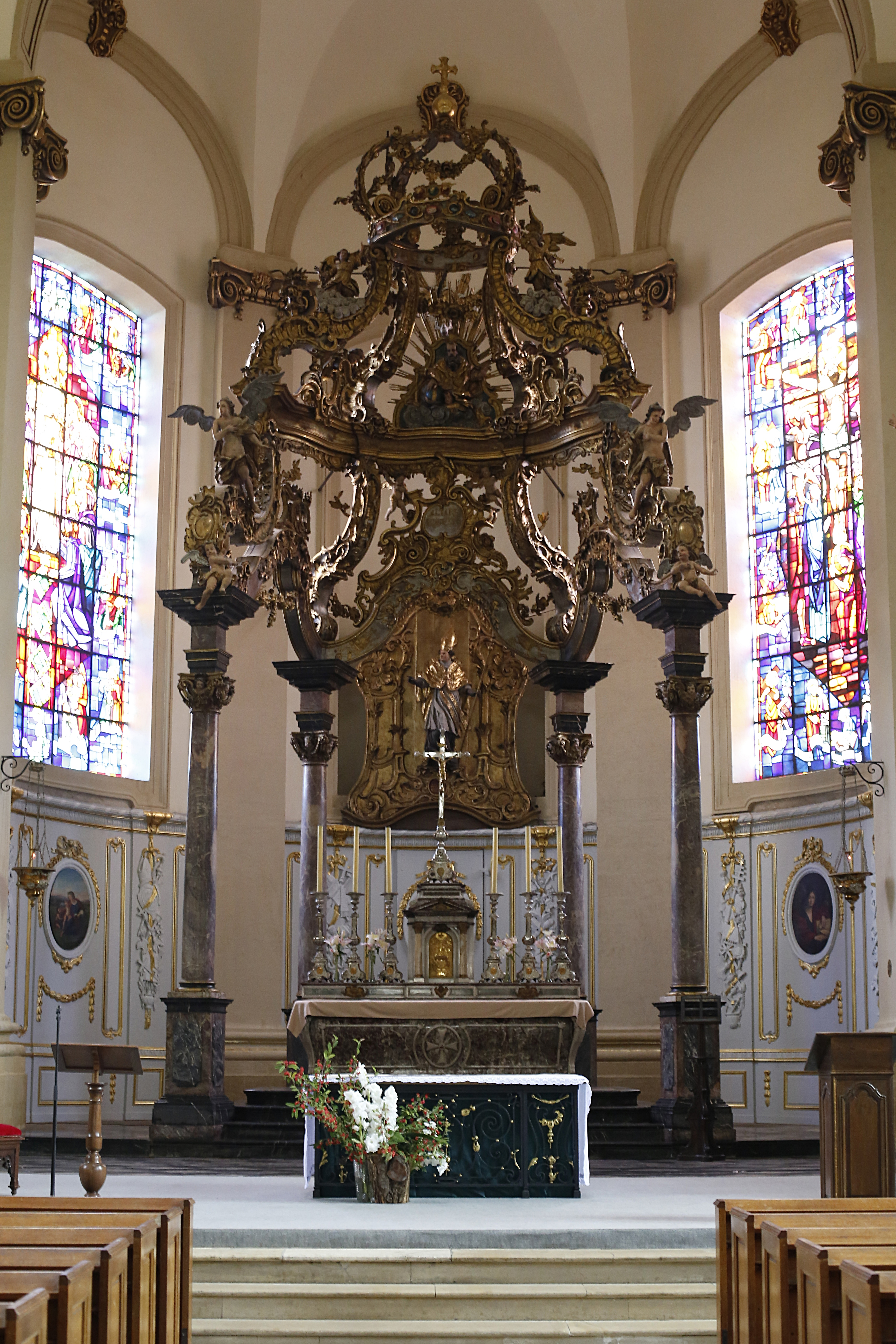
Ołtarz i cyborium
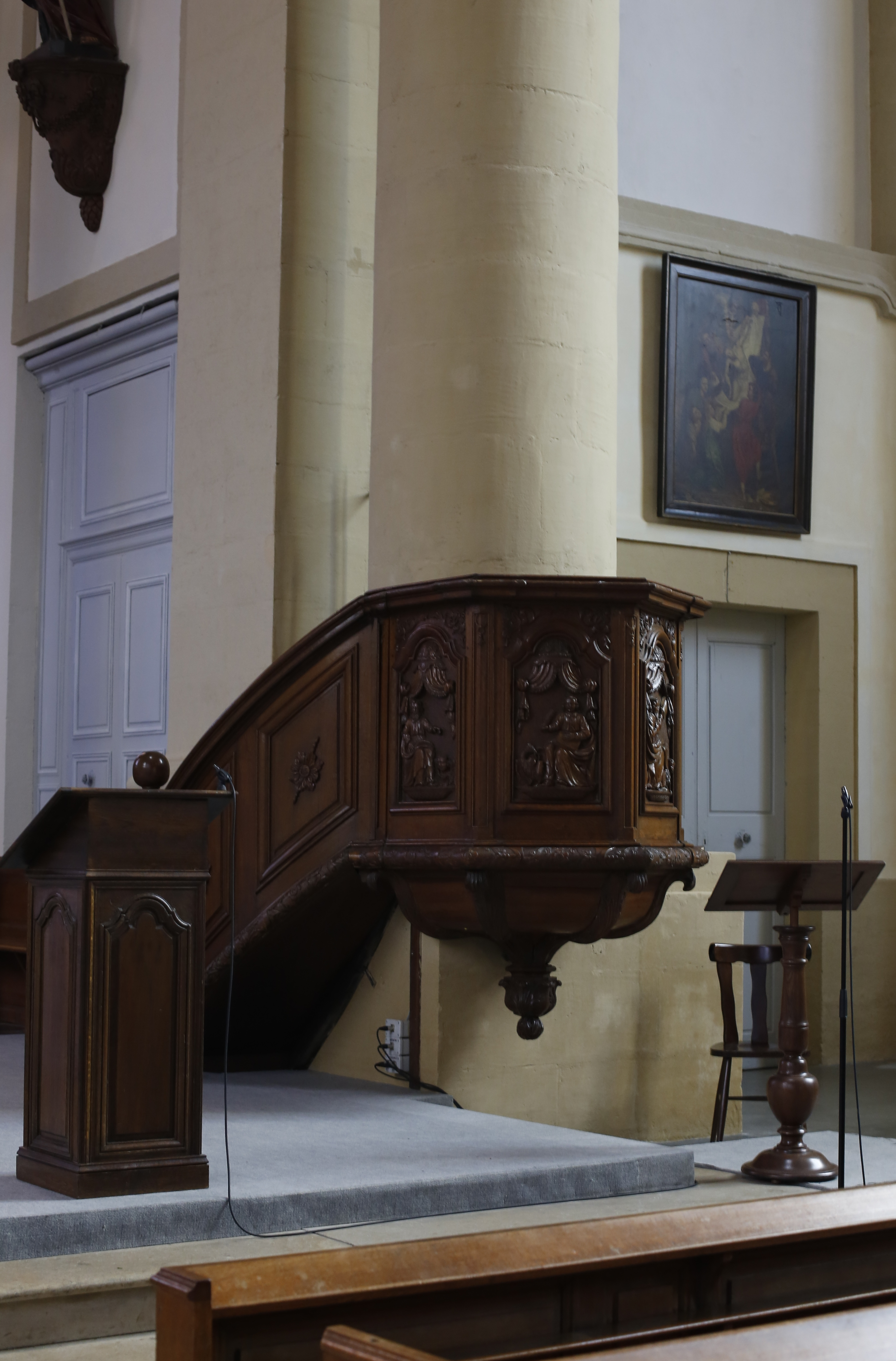
Ambona
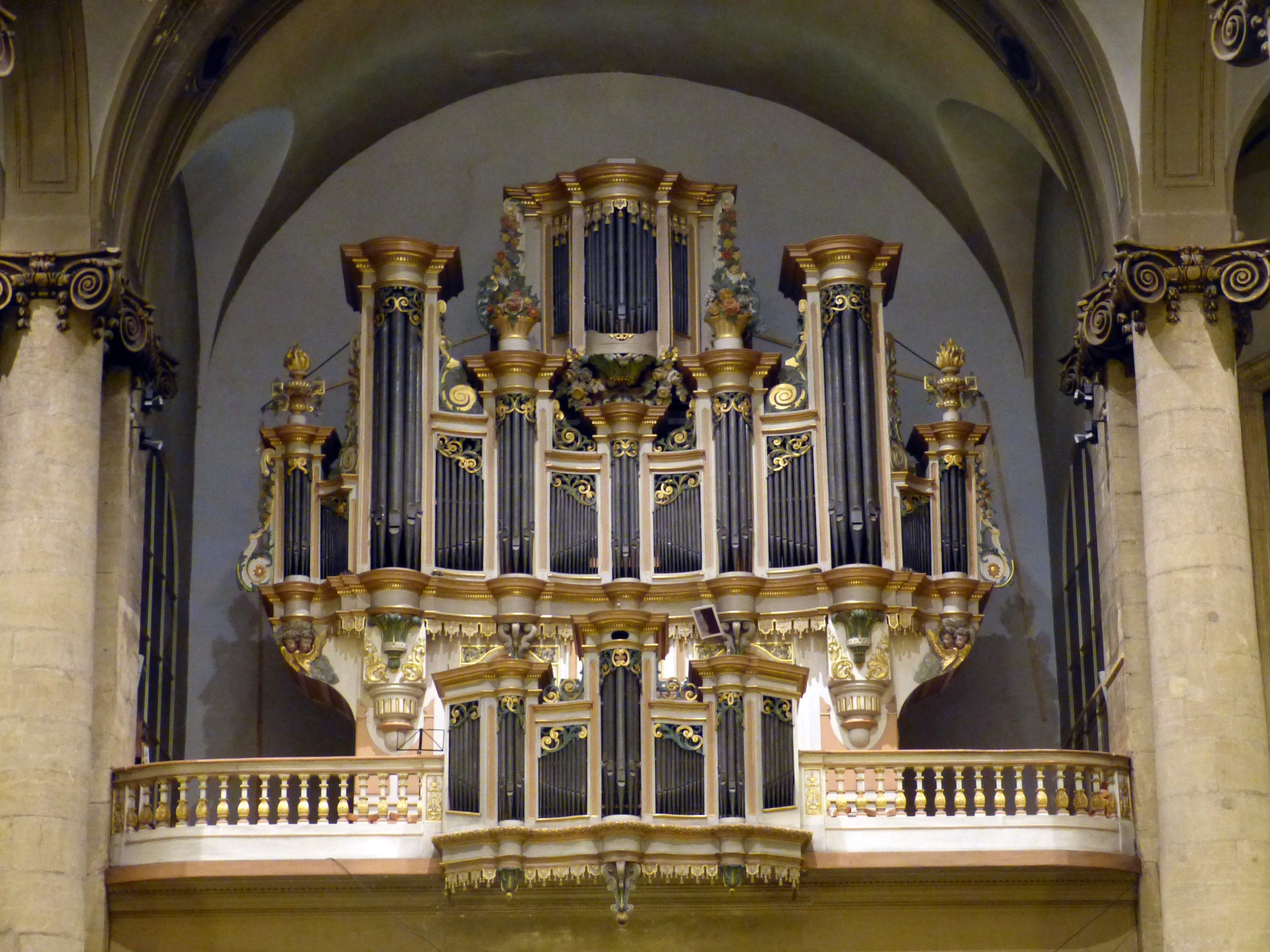
Organy